# 先週の結果分析
先週の結果分析2 ～Feel Positive（せんしゅうのけっかぶんせきツー～フィールポジティブ）は、グリーンチャンネルで放送されている競馬に関するテレビ番組である。1999年1月12日から放送開始。

## 放送時間

### 2012年 -
- 初回放送
  - 月曜日 22:00 - 23:00
- 再放送
  - 月曜日 25:00 - 26:00
  - 火曜日 23:00 - 24:00（変則日程などで月曜日に開催がある場合はこの時間が初回放送となる。この場合は月曜日に放送できない分の補填のための追加で水曜日2:00-3:00=火曜深夜26:00-27:00に再放送を追加する）
  - 水曜日 19:00 - 20:00（地方競馬中継で休止となる週もある）
  - 木曜日 20:00 - 21:00

### 2009年
- 初回放送
  - 月曜日 22:00 - 23:00
- 再放送
  - 月曜日 25:00 - 26:00
  - 火曜日 15:00 - 16:00(2010年4月から)
  - 火曜日 23:00 - 24:00（開催が変則日程などで月曜日に開催がある場合はこの時間が初回放送となる）
  - 水曜日 20:00 - 21:00
  - 木曜日 19:00 - 20:00

### 2008年
- 初回放送
  - 火曜日 22:00 - 23:00
- 再放送
  - 火曜日 25:00 - 26:00
  - 水曜日 20:00 - 21:00（開催が変則日程などで月曜日に開催がある場合はこの時間が初回放送となる）
  - 木曜日 19:00 - 20:00

## 司会

### MC
- 武田肇（1999年1月～2003年12月）
- 山本直也（2004年1月〜、中央競馬中継・実況担当）
  - 2014年10月14日初回放送分は13日の京都競馬が台風接近のため中止となり代替競馬が同日行われたため同週京都で実況担当だった山本に代わり、また、2022年8月1日初回放送分は山本が体調不良の為、いずれも三遊亭五九楽が司会を務めた[1]。

### アシスタント
- 堀真奈美（1999年1月～2001年12月）
- 荘司典子（2002年1月～2003年12月）
- 水野由加里（2004年1月～2013年12月）
- 砂岡春奈（2014年1月～2015年12月、2022年5月～12月）
色紙千尋が第1子出産、育休に入るため代役として同年5月2日放送回より復帰し、同年末まで出演。
  - 同年8月29日及び9月5日放送回は、砂岡がCOVID-19の感染のため山本潤が代役を務めた。
- 津田麻莉奈（2016年1月～2018年12月）
- 色紙千尋（2019年1月～2022年4月、2023年1月〜6月、2024年1月〜）
※出産、育休のため2022年4月25日放送回をもって一時降板、2023年1月10日放送回より復帰するが、第2子出産・育休のため同年6月26日放送回をもって再度降板。2024年1月9日放送回より再復帰。
- 石川彩夏（2023年7月〜12月、中央競馬全レース中継・東京/中山パドックMC担当）
※色紙千尋が第2子出産、育休に入るため代役として出演。2024年4月15日と10月15日は色紙が欠席のため代役として出演。

## 解説者
- 津田照之（ホースニュース・馬→競馬エイト、2004年～）
- 大川浩史（日刊競馬、2009年～）
- 吉岡哲哉（競馬ブック、2013年6月～）
- 長谷川仁志（ダービーニュース→馬三郎、不明～2013年3月、2015年2月～）
- 久光匡治（優馬トラックマン、2023年7月～）

## 過去の解説者
- 能勢俊介（馬券評論家、2008年12月30日放送分まで）
- 山本尊（競馬ライター、2008年12月2日放送分まで）
- 水上学（基準タイム作成委員、2008年まで）
- 山本博之（ダービーニュース、2013年2月まで）
- 市丸博司（パソコン競馬ライター、2013年4月～2022年7月）

## 概要
前の週に行われた中央競馬のレース結果をまとめる番組。各場ごとの担当解説者が、この番組の作成した基準タイムを元に各レースのおさらいをする。
2009年1月12日から初回放送日が月曜日に繰り上がる。（1月第1週は1月5日が競馬開催日で1月6日が初回放送となるため放送時間が異なる。）また、解説者も放送開始からのメンバーである能勢俊介、山本尊が降板（山本尊については12月2日放送分で降板）し、競馬専門紙のトラックマンのみとなり、基本的に1開催1人が担当する。
2013年4月以降はダービーニュース休刊に伴い、長谷川仁志、山本博之が降板し、吉岡哲哉、市丸博司が新たに解説者に加わった。また、同年末をもってアシスタントの水野由加里が降板し、2014年からは砂岡春奈がアシスタントとして加わった。2016年からは砂岡春奈に代わり津田麻莉奈がアシスタントを務める。2019年より津田麻莉奈に代わり色紙千尋がアシスタントを務める。
馬サブロー専属評論家となった長谷川仁志は2015年2月から復帰している。
2018年に放映開始20周年を迎えた（記念特番も制作・放送された）が、グリーンチャンネルにおいて番組名の変更を伴わない、また司会進行などの出演者がいるレギュラー番組としては中央競馬中継を除き最長寿の番組だった。
2020年4月13日よりCOVID-19の感染拡大の防止の観点から放送休止となる。6月16日・30日に放送休止していた間の開催を振り返って放送したのち7月7日から毎週放送で再開された。放送再開後は座席の間隔を空け、テーブルも個別になっている。解説者も大川・市丸・長谷川の3名が交代で出演となっていたが、2021年6月には吉岡がリモートでの出演を再開し、同年11月には津田がリモートでの出演を再開した。また、2023年より降板した市丸を除く解説者のスタジオ出演を順次再開している。
2022年7月に市丸が降板し、解説者は4名体制となったが、2023年7月に久光が加入し、再び5名体制となる。
なお、1月の前半開催は原則として2017年から「1月5日（2016年までは1月6日も）+1月第2月曜日の成人の日を含む土・日・月曜の3連休開催」を基本とするようになったため、1月第1回目の放送は原則として90分拡大でその4(-5)日開催分の統計をまとめたものを放送する。また12月は2017年から12月28日（日曜と重なる場合は除く。年度により月曜日となる場合も）の開催もあるため、12月29日以後に、有馬記念ウィーク（12月の日曜日最終開催日を含む週末）と12月28日開催分を合わせた統計を発表している。ただし2023-2024年度の年末年始は開催日程の都合上、有馬記念ウィーク分は12月25日、ホープフルステークスデー分は12月29日、2024年1月の金杯・成人の日を含む3日間シリーズは1月9日にそれぞれ初回生放送された。
2023年3月6日の放送から「先週の結果分析2 ～Feel Positive」と番組タイトルを変更した。タイトルを変更してからは、先週の分析時間を短縮し、今週の重賞展望など新たなコーナーを追加した。
2024年7月29日はパリ2024オリンピックの馬術競技の様子を放送したため、2時間繰り下げ翌30日の火曜日0:00（月曜深夜）に放送された。

## 放送内容

### 冒頭（コーナー名はない）
- 担当解説者が紹介されたあと、前週の開催において騎手、調教師の区切りの記録が達成された場合にその紹介を行う。続いて気になる出来事をトピックスとして紹介する。

### 重賞回顧
- 2023年3月6日のリニューアルにて新設のコーナー。従来のGI回顧を統合した形で前週に行われた重賞競走のレース分析を行う。当該レースのレース分析、上位入線馬の解説、注目されながらも凡走した馬の解説を行われる。ただし、タイムランクやメンバーランクなどのデータはタイム分析のコーナー内で紹介され、そこで解説者が補足を行うこともある。

### タイム分析
- 前の週に行われた中央競馬の各レースのタイムを分析するコーナー。解説者が、この番組の作成した基準タイムを元に障害競走を除く各レースのタイムから高レベルレースとなるAから低レベルレースとなるEに分類して紹介する[5]。その中から各競馬場で行われた全レースから注目のレースを紹介し、最後に、各競馬場で行われた全レースから番組注目馬を紹介し、各競馬場のまとめも行う[6]。
  - 2008年までは高レベルレースAがあった場合高レベルレースの中から番組推奨馬を1頭紹介していた。但し、たとえ高レベルレースがあったとしても番組推奨馬なしと言うこともあった。もちろん、高レベルレースがなかった場合も番組推奨馬なしとなる。その後に、勝ち馬レベルが行われていた。ここでは、次走昇級することになる勝ち馬が昇級する次走はどれぐらいのレベルにあるかを判断する。

### 狙い馬・危険馬　厳選一頭
- 前週の開催から解説者が厳選した次走推奨馬と次走危険馬を１頭ずつ紹介するコーナー。
  - 当初は「次走注目馬」というコーナー名で、タイム面だけでなく総合的な面から次走狙ってみたい注目馬と、次走は危なさそうだと思われる危険馬を解説者陣（2場担当している解説者は、2場で1頭ずつ）が1頭ずつ取り上げていた。１度終了していたコーナーだったが、2014年から復活。2019年から現在のコーナー名となった。

### ちひろの2着じゃダメなんです!
- 2020年1月から始まったコーナー。アシスタントの色紙が前週の中から1レース、過去のタイム分析や解説者による馬場や出走馬の傾向などを活用した予想をし、実際に購入した単勝馬券（コーナー名の由来）の結果を解説者が評価する。色紙が産休中や欠席の場合はコーナー休止となる。

### 注目馬通信簿
- 前の週に出走した、番組注目馬の結果とそのレースぶりを解説者が振り返る。また各解説者の次走推奨馬、次走危険馬が出走していた場合は当該解説者のコメント（当該解説者が出演していない場合は司会の山本がコメントを読み上げる）で振り返る。評価は５段階で番組注目馬と次走推奨馬は好走すると評価が高くなり、逆に次走危険馬は凡走すると評価が高くなる。ただし、前走から6ヶ月以上空いている場合は評価の対象外となる。
  - 2008年までは「検証！番推馬注目」のタイトルで前の週に出走した番組推奨馬や「次走注目」の中で各解説者が取り上げた注目馬や危険馬の結果から選定した解説者がそのレースぶりを振り返えていた。2009年は注目馬のレースぶりを紹介するコーナーはなかった。
  - 2013年末までは前週のタイム分析の結果の活用したレース例も紹介されていたが、2014年より「はるなの勝負（後述）」のコーナーに引き継がれる形となった。2016年より現在の形となる。

### 重賞展望
- 当週に行われる重賞競走のプレビューを行う。過去もGI競走については登録馬を基にした解説者による簡単な展望は行われていたが、2023年のリニューアルに際して正式なコーナーとして番組の最後に組み込まれた。
  - リニューアル後は解説者以外にもMCの山本・色紙か石川の注目馬も発表され、その理由や解説者からの評価も含めて展望される。

## 過去の内容

### フロントページ
- 前の週に行われた重賞について、VTRとともに振り返る。タイムやレースのレベル、次走見直せる馬などの説明を行う。また、前の週に達成された記録なども併せて紹介する。
  - 2008年までは重賞競走の振り返りは「重賞プレイバック」のタイトルで放送されていた。

### 重賞展望
- 2009年からのコーナー。解説者が今週行われる重賞の登録馬から注目馬を紹介する。2012年からは「重賞展望HYPER」となり、出走予定馬の過去3走のタイムランク、メンバーランクを示した上で注目馬を紹介していた。

### はるなの勝負
- 2014年から始まったコーナー。アシスタントの砂岡が前週の中から1レース、過去のタイム分析を活用した予想をし、実際に購入した馬券の結果を解説者が評価する。ただし、前週にGI競走がおこなわれた場合は休止される。
  - かつて「注目馬通信簿」のコーナー内で行われていた、タイム分析の活用例がコーナーとして独立した形となっている。

### まりなる Trio! Trifecta!
- 2016年から始まったコーナーで、Trio（トリオ）は3連複、Trifecta（トライフェクタ）は3連単の意味。
- アシスタントの津田が前週の中から1レース、過去のタイム分析や解説者による馬場や出走馬の傾向などを活用した予想をし、実際に購入した3連複もしくは3連単の馬券（放送回によっては他賭式もあり）の結果を解説者が評価する。
- 3場開催週の翌週、GI開催週の放送では休止される。

### 馬券Summary
- 過去の結果や傾向から特定の騎手・調教師・種牡馬・今週行われる重賞競走等に注目した題目を、各種データを用いて紹介するコーナー。
  - 2008年までは「馬券力向上クリニック」、2015年までは「ワンポイントアドバイス」のタイトルだった。
  - かつては1開催の最終週には開催チェックを行い、特にその後になってから注目されるようになったレースなどを振り返っていた。